# Seututie 447
Pour les articles homonymes, voir Route 447.
La route régionale 447 (finnois : Seututie 447) est une route régionale allant de Kangasniemi jusqu'à Pieksämäki en Finlande,,.

## Présentation
La seututie 447 est une route régionale de Savonie du Sud.